# Astragalus incanus
Astragalus incanus es una hierba de la familia de las leguminosas.

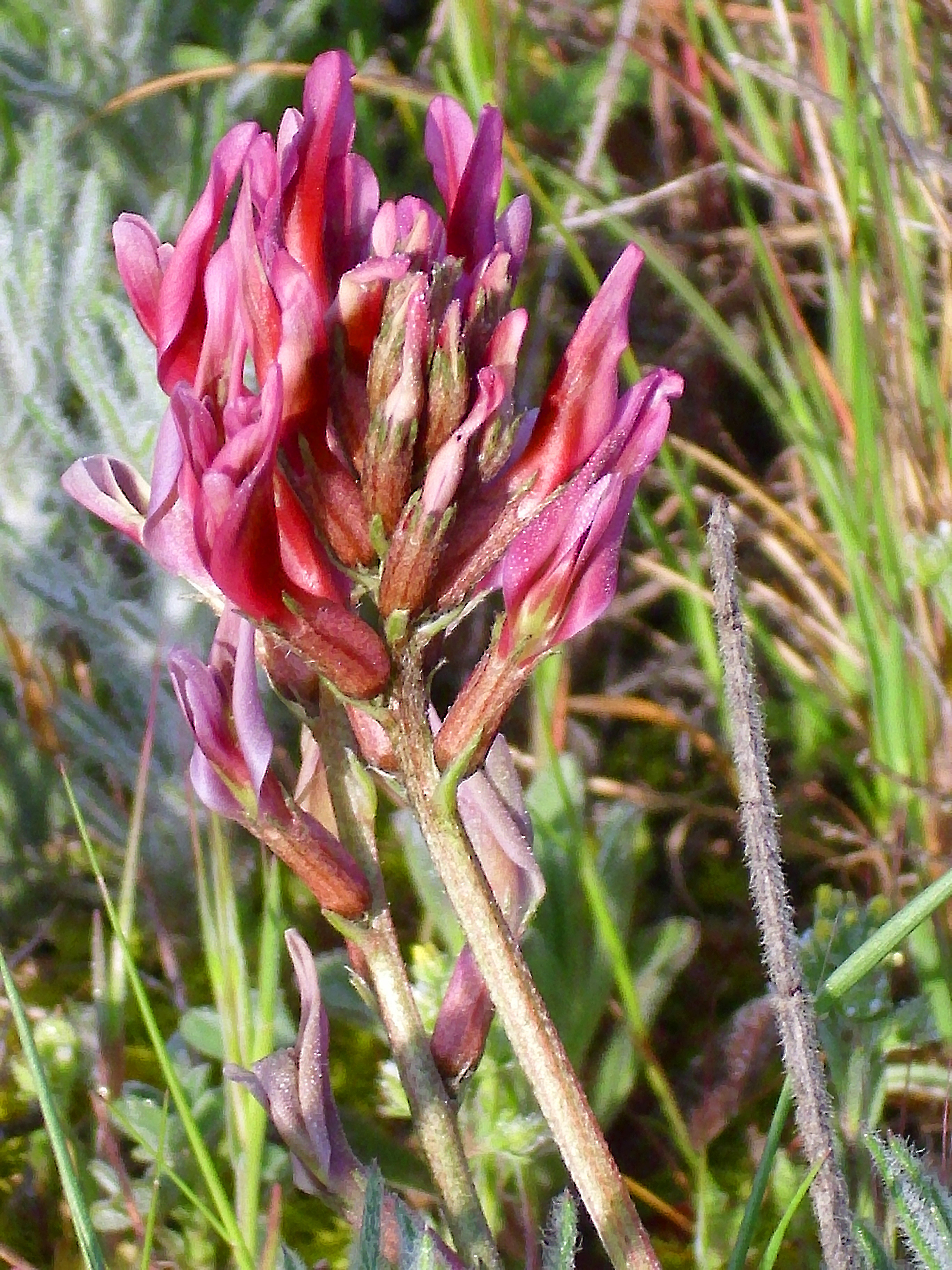
Inflorescencia

## Descripción
Planta plateada, sin tallo, cuyas tendidas hojas, de 5-15 cm de longitud se encuentran divididas en pequeñas partes (folíolos), elípticas, insertas por parejas a lo largo del nervio central y con otra de non en su extremo, todo ello verde ceniciento. Las flores, rosas generalmente, crecen hacia la primavera, en racimos instalados en el extremo de largos pedúnculos, produciendo un fruto, (legumbre) de contorno redondeado y algo aplanado lateralmente, en cuyo interior maduran unas pocas semillas oscuras.

## Distribución y hábitat
En España en Castilla y León y Castilla-La Mancha. Habita en tomillares, berceares y herbazales. En Marruecos en el Rif, Atlas Medio, Alto Atlas y Anti-Atlas.

## Taxonomía
Astragalus incanus fue descrita por  Carlos Linneo y publicado en Systema Naturae, Editio Decima 2: 1175. 1759.
Etimología
Astragalus: nombre genérico derivado del griego clásico άστράγαλος y luego del Latín astrăgălus aplicado ya en la antigüedad, entre otras cosas, a algunas plantas de la familia Fabaceae, debido a la forma cúbica de sus semillas parecidas a un hueso del pie.
incanus: epíteto latíno que significa  "gris, canoso".
Citología
Números cromosomáticos de Astragalus incanus  (Fam. Leguminosae) y táxones infraespecificos: n=8; 2n=16

## Nombre comunes
- Castellano: astrágalo, estacarrocines, gallicos, hierba cabrera, mancaperros.[7]